# Otto-von-Taube-Gymnasium
Das Otto-von-Taube-Gymnasium ist ein 1967 gegründetes naturwissenschaftlich-technologisches und sprachliches Gymnasium in Gauting im oberbayerischen Landkreis Starnberg. Bekannt ist die Schule vor allem durch eine Förderklasse für hochbegabte Kinder und ein bisher einmaliges Kooperationsprogramm mit der TU München.

## Geschichte

### Gründung
Bis in die 1930er Jahre besuchten nur wenige Gautinger Kinder eine weiterführende Schule. Dies änderte sich gravierend mit der Bildungsreform der 1960er Jahre, wodurch immer mehr Kinder höhere Schulen in den umliegenden Gemeinden besuchten. Um deren Überfüllung zu verhindern und eine eigene Schule zu erhalten, engagierten sich Gautinger Eltern ab 1965 für die Gründung eines eigenen Gymnasiums in Gauting. Hierauf trat die Gemeinde in Verhandlungen mit dem Bayerischen Kultusministerium, die am 27. April 1967 zum Beschluss des Gemeinderat über die Gründung eines Gymnasiums führte.

### Neubau
Noch im selben Jahr wurde die Schule mit zwei Klassen gegründet und Winfried Zehetmeier wurde erster Direktor. Zunächst fand der Unterricht noch in der Realschule Gauting, der Volksschule Gauting und der Volksschule Stockdorf statt. Bereits seit der Gründung gab es Forderungen zur Errichtung eines Neubaus. Hierfür wurde eine Waldfläche am Siedlungsrand an der Germeringer Straße ausgewählt. Der Architektenwettbewerb 1968 wurde von Wilke Troebst gewonnen, allerdings erhielt der Viertplatzierte Wilhelm Kücker den Bauauftrag. Im Dezember 1969 begannen die Bauarbeiten, die erst im Juli 1972 abgeschlossen wurden. Die Baukosten betrugen 10,5 Millionen DM und die Schule wurde nach dem kürzlich verstorbenen Gautinger Künstler Otto von Taube benannt.

### Erweiterung
Zum Schuljahr 1973/74 besuchten mit 26 statt der geplanten 24 Klassen die Schule, ein Jahr später waren es bereits 31 Klassen; das Gebäude musste erweitert werden. Den 1973 ausgeschriebenen Architektenwettbewerb gewannen Lothar-Maria Keiner und Rainer Köhler und erhielten auch den Bauauftrag. Die Bauarbeiten wurden zum Schuljahr 1975/76 mit Gesamtkosten von 4,6 Millionen DM abgeschlossen. Zum Schuljahr 1977/78 wurde die Kollegstufe statt der bisherigen Klassen eingeführt. Die Schülerzahlen stiegen 1978 bis auf 1409 Schüler und gingen erst mit dem Bau des Feodor-Lynen-Gymnasium Planegg langsam wieder zurück.
Die Baseball-Mannschaft Gauting Indians ging 1991 aus einem Schulprojekt während der Projekttage hervor, das der spätere Bundesligaspieler Florian Deisenhofer geleitet hatte. Seit 2016 ist ein Abriss der veralteten Zweifach- und der Neubau einer Dreifachturnhalle geplant. Aufgrund von Sparmaßnahmen der Gemeinde wurde das Projekt zuletzt 2023 aufgeschoben.
Aufgrund der ursprünglich geplanten Schülerzahl von 1260 beantragte die Schulleitung einen Container-Erweiterungsbau, um die zusätzlichen G9-Schulanfänger unterzubringen. Die Gemeinde überlegt aufgrund von Sparmaßnahmen den Antrag abzulehnen. Im Sommer 2024 ging Sylke Wischnevsky nach 21 Jahren als Schulleiterin in den Ruhestand. Ihr Nachfolger ist Alexander Schröder. Im Jahr 2024 wurde das Gymnasium für seine MINT-Fächer als „Bayerische Forscherschule“ ausgezeichnet, was mit 1500 Euro Preisgeld verbunden ist. Das Gymnasium als MINT-EC-Schule berechtigt, Schülern das MINT-EC-Zertifikat zu erteilen.

## Ausbildungsrichtungen
Das Gymnasium bietet zwei verschiedene Zweige an:
- Sprachliches Gymnasium mit drei (vier) Fremdsprachen in der Reihenfolge Latein, Englisch, Französisch sowie optional Italienisch
- Naturwissenschaftlich-technologisches Gymnasium, mit der Sprachenkombination Englisch-Französisch oder Latein-Englisch

Seit dem Schuljahr 2001/2002 können Schüler in der fünften und sechsten Jahrgangsstufe in einer Bläserklasse ein Instrument erlernen. Daneben existiert seit dem Schuljahr 2003/2004 eine Begabtenförderung.

## TUMKolleg
Seit dem Schuljahr 2009/10 betreibt das Gymnasium ein Kooperationsprojekt zwischen Schule und Universität, das sogenannte TUMKolleg. Pro Jahrgang können bis zu 15 naturwissenschaftlich interessierte Schüler der Oberstufe teilnehmen. Diese werden als eigener Oberstufenzug geführt, verbringen einen Tag pro Woche an der Technischen Universität München und werden dort von Mentoren betreut. Zudem wird die W-Seminararbeit der Schüler als Forschungsprojekt angelegt und großteils an einem Lehrstuhl der Universität erstellt. Das Projekt gewann 2012 den zweiten Platz beim Wettbewerb „Schule trifft Wissenschaft“ der Robert-Bosch-Stiftung.

## Ausstattung
Im März 2023 wurden 90 IPads für insgesamt 45.000 € angeschafft, die in Kontingenten von zehn Stück für den Unterricht eingesetzt werden können.

## Schülerzahlen
Bis 1980 nach Karl Mayr:
- 1970: 400
- 1973: 917
- 1974: 1084
- 1975: 1210
- 1976: 1344
- 1977: 1422
- 1978: 1409
- 1980: 1353
- 2021: 1049
- 2023/2024: 982[1]

## Bekannte Absolventen
- Vinzenz Brinkmann (* 1958), Archäologe
- Martin Odersky (* 1958), Informatiker
- Alexander Dibelius (* 1959), Banker
- Gerry Hungbauer (* 1961), Schauspieler
- Michael Hornstein (* 1962), Musiker
- Matthias von Stegmann (* 1968), Schauspieler
- Ulrich Wangenheim (* 1973), Musiker
- Julia Fischer (* 1983), Geigerin
- Marie Nasemann (* 1989), Model und Autorin
- Manuel Scheuernstuhl (* 1999), Synchronsprecher